# Полянка (Лаишевский район)
Поля́нка — деревня в Лаишевском районе Республики Татарстан Российской Федерации. Входит в состав Малоелгинского сельского поселения.

## География
Деревня находится в устье реки Шуранка на берегу Куйбышевского водохранилища, в 22 километрах к востоку от города Лаишево. Через деревню проходит автодорога Р239 Казань — Оренбург.

## История
Деревня основана в начале XVIII века М. Н. Кудрявцевым.

## Население
| 1782             | 1859 | 1897 | 1908 | 1920 | 1926 | 1938 | 1949 | 1958 | 1970 | 1979 | 1989 | 2002 | 2010 | 2017 |
| ---------------- | ---- | ---- | ---- | ---- | ---- | ---- | ---- | ---- | ---- | ---- | ---- | ---- | ---- | ---- |
| 50 душ муж. пола | 244  | 325  | 420  | 417  | 445  | 386  | 324  | 176  | 70   | 45   | 23   | 23   | 18   | 8    |

## Экономика
Овцеводство.